# Color veritable
Els gràfics Truecolor, de color veritable o de milions de colors utilitzen un mètode d'emmagatzematge de la informació de la imatge en la memòria d'un ordinador on cada píxel està representat per 3 o més bytes. Els bits estan dividits en valors per a la component Vermella, la Verda i la Blava (RGB) del color final:
```
Bit 23 22 21 20 19 18 17 16 15 14 13 12 11 10 09 08 07 06 05 04 03 02 01 00
Data R R R R R R R R G G G G G G G G B B B B B B B B

```

Cada una de les components RGB disposen de 8 bits associats, donant 28 o 256 valors de cada color. Això permet 16.777.216 (16.7 milions) possibles colors per a cada píxel. La raó per la qual es denomina «Truecolor» o color veritable és a causa que aquest és aproximadament el nombre de colors que l'ull humà pot detectar.
Les imatges de color veritable són algunes vegades representades per valors de 32 bits per píxel. Els 8 bits extra normalment no afecten a la precisió del color, però permeten incorporar un canal alfa que representa la transparència de cada píxel. Com que en els últims anys la potència de la CPU i de les targetes gràfiques ha augmentat, la versió de 32 bits ha arribat a ser molt popular en els ordinadors domèstics que permet mostrar efectes tals com finestres translúcides, ombrejats, etc. En moltes ocasions els ordinadors estan preparats per treballar més ràpid en 32 bits i fins i tot només en 24, per la qual cosa si no són necessaris els 8 bits del canal alfa, simplement són ignorats.